# Ptychopetalum petiolatum
Ptychopetalum petiolatum är en tvåhjärtbladig växtart som beskrevs av Oliver. Ptychopetalum petiolatum ingår i släktet Ptychopetalum och familjen Olacaceae. Utöver nominatformen finns också underarten P. p. paniculatum.